# Федерация шашек Армении
Федерация шашек Армении — спортивная федерация Армении.
Входит в Европейскую конфедерацию шашек и Всемирную федерацию шашек. Организует чемпионаты Армении по русским, бразильским, международным шашкам. Национальный вид шашек — тама (армянские шашки).
Президент Федерации Альберт Погосян. Среди известных функционеров Федерации — Виталий Рубенович Габриелян,
Игроки-мужчины с наилучшими квалификационными результатами Вачаган Мурадян, Rafik Chatsikjan, Владимир Мурадян.
Игроки-женщины с наилучшими квалификационными результатами Нуне Варданян (участница чемпионатов мира), Кнар Азизбекян. Александр Григорян — победитель первенства мира среди мальчиков (до 10 лет) (2011, Сочи).